# Gordon (Ohio)
Gordon es una villa ubicada en el condado de Darke en el estado estadounidense de Ohio. En 2013 tenía una población de 211 habitantes y una densidad poblacional de 490,7 personas por km².

## Historia
Gordon fue planificada en 1849, y llamada así en nombre de uno de sus habitantes.

## Geografía
Gordon se encuentra ubicada en las coordenadas 39°55′49″N 84°30′33″O / 39.93028, -84.50917. Según la Oficina del Censo de los Estados Unidos, Gordon tiene una superficie total de 0.43 km², de la cual 0.43 km² corresponden a tierra firme y (0%) 0 km² es agua.

## Demografía
En 2013, había 211 personas residiendo en Gordon. La densidad de población era de 496,08 hab./km², y la esperanza de vida era de unos 48 años. De los 212 habitantes, Gordon estaba compuesto por el 97.64% blancos, el 0.47% eran afroamericanos, el 0.47% eran amerindios, el 0% eran asiáticos, el 0% eran isleños del Pacífico, el 0.47% eran de otras razas y el 0.94% pertenecían a dos o más razas. Del total de la población el 0% eran hispanos o latinos de cualquier raza.